# 4 Heures du Red Bull Ring 2014
Navigation
Édition précédente Édition suivante
Les 4 Heures du Red Bull Ring 2014, disputées le 20 juillet 2014 sur le Circuit de Spielberg, sont la dix-septième édition de cette course, la première sur un format de quatre heures, et la troisième manche de l'European Le Mans Series 2014.

## Course

### Classement de la course
Voici le classement provisoire au terme de la course.
- Les vainqueurs de chaque catégorie sont signalés par un fond jauni.
- Pour la colonne Pneus, il faut passer le curseur au-dessus du modèle pour connaître le manufacturier de pneumatiques.

| Pos  | Classe | no | Écurie                     | Pilotes                                                           | Châssis                       | Pneus | Tours | Temps / Abandon     |
| Pos  | Classe | no | Écurie                     | Pilotes                                                           | Moteur                        | Pneus | Tours | Temps / Abandon     |
| ---- | ------ | -- | -------------------------- | ----------------------------------------------------------------- | ----------------------------- | ----- | ----- | ------------------- |
| 1    | LMP2   | 36 | Signatech Alpine           | Paul-Loup Chatin Nelson Panciatici Oliver Webb                    | Alpine A450                   | D     | 160   | 4 h 00 min 16 s 248 |
| 1    | LMP2   | 36 | Signatech Alpine           | Paul-Loup Chatin Nelson Panciatici Oliver Webb                    | Nissan VK45DE 4.5 L V8 Atmo   | D     | 160   | 4 h 00 min 16 s 248 |
| 2    | LMP2   | 38 | Jota Sport                 | Simon Dolan Harry Tincknell Filipe Albuquerque                    | Zytek Z11SN                   | D     | 160   | + 12 s 385          |
| 2    | LMP2   | 38 | Jota Sport                 | Simon Dolan Harry Tincknell Filipe Albuquerque                    | Nissan VK45DE 4.5 L V8 Atmo   | D     | 160   | + 12 s 385          |
| 3    | LMP2   | 34 | Race Performance           | Michel Frey Franck Mailleux                                       | Oreca 03                      | D     | 160   | + 18 s 772          |
| 3    | LMP2   | 34 | Race Performance           | Michel Frey Franck Mailleux                                       | Judd HK 3.6 L V8 Atmo         | D     | 160   | + 18 s 772          |
| 4    | LMP2   | 28 | Greaves Motorsport         | Luciano Bacheta (en) Mark Shulzhitskiy (en)                       | Zytek Z11SN                   | D     | 160   | + 1 min 10 s 184    |
| 4    | LMP2   | 28 | Greaves Motorsport         | Luciano Bacheta (en) Mark Shulzhitskiy (en)                       | Nissan VK45DE 4.5 L V8 Atmo   | D     | 160   | + 1 min 10 s 184    |
| 5    | LMP2   | 43 | Newblood par Morand Racing | Gary Hirsch Christian Klien Pierre Ragues                         | Morgan LMP2                   | D     | 158   | + 2 tours           |
| 5    | LMP2   | 43 | Newblood par Morand Racing | Gary Hirsch Christian Klien Pierre Ragues                         | Judd HK 3.6 L V8 Atmo         | D     | 158   | + 2 tours           |
| 6    | LMP2   | 41 | Greaves Motorsport         | Tom Kimber-Smith Matt McMurry Mark Patterson                      | Zytek Z11SN                   | D     | 158   | + 2 tours           |
| 6    | LMP2   | 41 | Greaves Motorsport         | Tom Kimber-Smith Matt McMurry Mark Patterson                      | Nissan VK45DE 4.5 L V8 Atmo   | D     | 158   | + 2 tours           |
| 7    | LMGTE  | 55 | AF Corse                   | Duncan Cameron Matt Griffin Michele Rugolo                        | Ferrari 458 Italia GT2        | M     | 153   | + 7 tours           |
| 7    | LMGTE  | 55 | AF Corse                   | Duncan Cameron Matt Griffin Michele Rugolo                        | Ferrari F142 GT 4.5 L V8 Atmo | M     | 153   | + 7 tours           |
| 8    | LMGTE  | 81 | Kessel Racing              | Thomas Kemenater (it) Matteo Cressoni                             | Ferrari 458 Italia GT2        | M     | 153   | + 7 tours           |
| 8    | LMGTE  | 81 | Kessel Racing              | Thomas Kemenater (it) Matteo Cressoni                             | Ferrari F142 GT 4.5 L V8 Atmo | M     | 153   | + 7 tours           |
| 9    | LMGTE  | 66 | JMW Motorsport             | Daniel McKenzie (en) George Richardson Rob Bell                   | Ferrari 458 Italia GT2        | D     | 153   | + 7 tours           |
| 9    | LMGTE  | 66 | JMW Motorsport             | Daniel McKenzie (en) George Richardson Rob Bell                   | Ferrari F142 GT 4.5 L V8 Atmo | D     | 153   | + 7 tours           |
| 10   | LMGTE  | 56 | AT Racing                  | Alexander Talkanitsa, Sr. Alexander Talkanitsa, Jr. Pierre Kaffer | Ferrari 458 Italia GT2        | M     | 153   | + 7 tours           |
| 10   | LMGTE  | 56 | AT Racing                  | Alexander Talkanitsa, Sr. Alexander Talkanitsa, Jr. Pierre Kaffer | Ferrari F142 GT 4.5 L V8 Atmo | M     | 153   | + 7 tours           |
| 11   | LMGTE  | 54 | AF Corse                   | Piergiuseppe Perazzini Marco Cioci Michael Lyons                  | Ferrari 458 Italia GT2        | M     | 153   | + 7 tours           |
| 11   | LMGTE  | 54 | AF Corse                   | Piergiuseppe Perazzini Marco Cioci Michael Lyons                  | Ferrari F142 GT 4.5 L V8 Atmo | M     | 153   | + 7 tours           |
| 12   | LMGTE  | 72 | SMP Racing                 | Andrea Bertolini Viktor Shaytar Sergey Zlobin                     | Ferrari 458 Italia GT2        | M     | 153   | + 7 tours           |
| 12   | LMGTE  | 72 | SMP Racing                 | Andrea Bertolini Viktor Shaytar Sergey Zlobin                     | Ferrari F142 GT 4.5 L V8 Atmo | M     | 153   | + 7 tours           |
| 13   | LMGTE  | 85 | Gulf Racing UK             | Roald Goethe Stuart Hall Dan Brown                                | Aston Martin V8 Vantage GTE   | M     | 152   | + 8 tours           |
| 13   | LMGTE  | 85 | Gulf Racing UK             | Roald Goethe Stuart Hall Dan Brown                                | Aston Martin 4.5 L V8 Atmo    | M     | 152   | + 8 tours           |
| 14   | LMGTE  | 70 | AF Corse                   | Yannick Mallégol (pl) François Perrodo Emmanuel Collard           | Ferrari 458 Italia GT2        | M     | 151   | + 9 tours           |
| 14   | LMGTE  | 70 | AF Corse                   | Yannick Mallégol (pl) François Perrodo Emmanuel Collard           | Ferrari F142 GT 4.5 L V8 Atmo | M     | 151   | + 9 tours           |
| 15   | GTC    | 71 | SMP Racing                 | Kirill Ladygin Luca Persiani (en) Aleksey Basov (en)              | Ferrari 458 Italia GT3        | M     | 151   | + 9 tours           |
| 15   | GTC    | 71 | SMP Racing                 | Kirill Ladygin Luca Persiani (en) Aleksey Basov (en)              | Ferrari F136 4.5 L V8 Atmo    | M     | 151   | + 9 tours           |
| 16   | GTC    | 73 | SMP Racing                 | Olivier Beretta Anton Ladygin (de) David Markozov                 | Ferrari 458 Italia GT3        | M     | 150   | + 10 tours          |
| 16   | GTC    | 73 | SMP Racing                 | Olivier Beretta Anton Ladygin (de) David Markozov                 | Ferrari F136 4.5 L V8 Atmo    | M     | 150   | + 10 tours          |
| 17   | GTC    | 95 | AF Corse                   | Adrien De Leener Cédric Sbirrazzuoli                              | Ferrari 458 Italia GT3        | M     | 150   | + 10 tours          |
| 17   | GTC    | 95 | AF Corse                   | Adrien De Leener Cédric Sbirrazzuoli                              | Ferrari F136 4.5 L V8 Atmo    | M     | 150   | + 10 tours          |
| 18   | LMGTE  | 86 | Gulf Racing UK             | Michael Wainwright Adam Carroll Michael Meadows                   | Porsche 997 GT3 RSR           | M     | 149   | + 11 tours          |
| 18   | LMGTE  | 86 | Gulf Racing UK             | Michael Wainwright Adam Carroll Michael Meadows                   | Porsche 4.0 L Flat-6 Atmo     | M     | 149   | + 11 tours          |
| 19   | GTC    | 99 | ART Grand Prix             | Ricardo González Karim Ajlani Alex Brundle                        | McLaren MP4-12C GT3           | M     | 149   | + 11 tours          |
| 19   | GTC    | 99 | ART Grand Prix             | Ricardo González Karim Ajlani Alex Brundle                        | McLaren 3.8 L V8 Turbo        | M     | 149   | + 11 tours          |
| 20   | LMGTE  | 58 | Team SOFREV-ASP            | Anthony Pons Soheil Ayari Fabien Barthez                          | Ferrari 458 Italia GT2        | M     | 149   | + 11 tours          |
| 20   | LMGTE  | 58 | Team SOFREV-ASP            | Anthony Pons Soheil Ayari Fabien Barthez                          | Ferrari F142 GT 4.5 L V8 Atmo | M     | 149   | + 11 tours          |
| 21   | LMGTE  | 77 | Proton Competition         | Horst Felbermayr, Jr. Horst Felbermayr, Sr. Richard Lietz         | Porsche 911 GT3 RSR           | M     | 149   | + 11 tours          |
| 21   | LMGTE  | 77 | Proton Competition         | Horst Felbermayr, Jr. Horst Felbermayr, Sr. Richard Lietz         | Porsche 4.0 L Flat-6 Atmo     | M     | 149   | + 11 tours          |
| 22   | GTC    | 98 | ART Grand Prix             | Kevin Korjus Grégoire Demoustier Yann Goudy (en)                  | McLaren MP4-12C GT3           | M     | 148   | + 12 tours          |
| 22   | GTC    | 98 | ART Grand Prix             | Kevin Korjus Grégoire Demoustier Yann Goudy (en)                  | McLaren 3.8 L V8 Turbo        | M     | 148   | + 12 tours          |
| 23   | GTC    | 93 | Pro GT by Alméras          | Franck Perera Matthieu Vaxivière Henry Hassid                     | Porsche 911 GT3 R             | M     | 148   | + 12 tours          |
| 23   | GTC    | 93 | Pro GT by Alméras          | Franck Perera Matthieu Vaxivière Henry Hassid                     | Porsche 4.0 L Flat-6 Atmo     | M     | 148   | + 12 tours          |
| 24   | GTC    | 63 | AF Corse                   | Mads Rasmussen Ilya Melnikov                                      | Ferrari 458 Italia GT3        | M     | 148   | + 12 tours          |
| 24   | GTC    | 63 | AF Corse                   | Mads Rasmussen Ilya Melnikov                                      | Ferrari F136 4.5 L V8 Atmo    | M     | 148   | + 12 tours          |
| 25   | GTC    | 75 | Prospeed Competition       | Paul Van Splunteren Gilles Vannelet Mike Parisy                   | Porsche 911 GT3 R             | M     | 148   | + 12 tours          |
| 25   | GTC    | 75 | Prospeed Competition       | Paul Van Splunteren Gilles Vannelet Mike Parisy                   | Porsche 4.0 L Flat-6 Atmo     | M     | 148   | + 12 tours          |
| 26   | GTC    | 57 | SMP Racing                 | Boris Rotenberg Mika Salo Maurizio Mediani                        | Ferrari 458 Italia GT3        | M     | 147   | + 13 tours          |
| 26   | GTC    | 57 | SMP Racing                 | Boris Rotenberg Mika Salo Maurizio Mediani                        | Ferrari F136 4.5 L V8 Atmo    | M     | 147   | + 13 tours          |
| 27   | LMGTE  | 67 | IMSA Performance Matmut    | Erik Maris Jean-Marc Merlin Éric Hélary                           | Porsche 911 GT3 RSR           | M     | 147   | + 13 tours          |
| 27   | LMGTE  | 67 | IMSA Performance Matmut    | Erik Maris Jean-Marc Merlin Éric Hélary                           | Porsche 4.0 L Flat-6 Atmo     | M     | 147   | + 13 tours          |
| 28   | GTC    | 59 | Team SOFREV-ASP            | Christophe Bourret Jean-Luc Beaubelique Jean-Philippe Belloc      | Ferrari 458 Italia GT3        | M     | 146   | + 14 tours          |
| 28   | GTC    | 59 | Team SOFREV-ASP            | Christophe Bourret Jean-Luc Beaubelique Jean-Philippe Belloc      | Ferrari F136 4.5 L V8 Atmo    | M     | 146   | + 14 tours          |
| 29   | LMP2   | 29 | Pegasus Racing             | Julien Schell Niki Leutwiler Jonathan Coleman                     | Morgan LMP2                   | D     | 142   | + 18 tours          |
| 29   | LMP2   | 29 | Pegasus Racing             | Julien Schell Niki Leutwiler Jonathan Coleman                     | Nissan VK45DE 4.5 L V8 Atmo   | D     | 142   | + 18 tours          |
| 30   | GTC    | 60 | Formula Racing             | Johnny Laursen Mikkel Mac Jan Magnussen                           | Ferrari 458 Italia GT3        | M     | 125   | + 35 tours          |
| 30   | GTC    | 60 | Formula Racing             | Johnny Laursen Mikkel Mac Jan Magnussen                           | Ferrari F136 4.5 L V8 Atmo    | M     | 125   | + 35 tours          |
| Abd. | LMGTE  | 76 | IMSA Performance Matmut    | Raymond Narac Nicolas Armindo Christina Nielsen                   | Porsche 911 GT3 RSR           | M     | 107   |                     |
| Abd. | LMGTE  | 76 | IMSA Performance Matmut    | Raymond Narac Nicolas Armindo Christina Nielsen                   | Porsche 4.0 L Flat-6 Atmo     | M     | 107   |                     |
| Abd. | LMP2   | 46 | Thiriet par TDS Racing     | Pierre Thiriet Ludovic Badey Tristan Gommendy                     | Ligier JS P2                  | D     | 40    |                     |
| Abd. | LMP2   | 46 | Thiriet par TDS Racing     | Pierre Thiriet Ludovic Badey Tristan Gommendy                     | Nissan VK45DE 4.5 L V8 Atmo   | D     | 40    |                     |
| Abd. | GTC    | 78 | Team Russia by Barwell     | Leo Machitski Timur Sardarov Jonny Cocker                         | BMW Z4 GT3                    | M     | 2     |                     |
| Abd. | GTC    | 78 | Team Russia by Barwell     | Leo Machitski Timur Sardarov Jonny Cocker                         | BMW 4.4 L V8                  | M     | 2     |                     |

## Pole position et record du tour
- Pole position : Harry Tincknell sur n°38 Jota Sport en 1 min 23 s 078
- Meilleur tour en course : Franck Mailleux sur n°34 Race Performance en 1 min 24 s 969 au 61e tour.

## Tours en tête
Tours en tête
- no 38 Zytek Z11SN - Jota Sport : 61 tours (1-4 / 6-32 / 52-66 / 95-98 / 121-131)
- no 28 Zytek Z11SN - Greaves Motorsport : 4 tours (5 / 35-37)
- no 34 Oreca 03 - Race Performance : 15 tours (33 / 38-51)
- no 43 Morgan LMP2 - Newblood par Morand Racing : 1 tour (34)
- no 36 Alpine A450- Signatech Alpine : 79 tours (67-94 / 99-120 / 132-160)

## À noter
- Longueur du circuit : 4,326 km
- Distance parcourue par les vainqueurs : 692,16 km